# خاماگ مغول
خاماگ مغول (مغولی: Хамаг монгол) یک کنفدراسیون قبیله ای بزرگ مغول (خانلیگ) در فلات مغولستان در قرن دوازدهم بود. گاهی به عنوان یک دولت جانشین برای امپراتوری مغول در نظر گرفته می‌شود.